# John McPherson (football, 1855)
Ne doit pas être confondu avec John McPherson (football, 1868).
Pour les articles homonymes, voir McPherson.
John Campbell McLeod McPherson, couramment appelé John McPherson, est un footballeur international écossais, né circa 1855, dans le comté de Dunbartonshire et décédé le 14 mars 1934. Évoluant au poste de défenseur central, il passa la totalité de sa carrière à Vale of Leven.
Il compte 8 sélections en équipe d'Écosse.

## Biographie

### Carrière en club
Né dans le comté de Dunbartonshire, il passera toute sa carrière dans le grand club du comté, Vale of Leven, y remportant 2 Coupes d'Écosse en 1878 et 1879, et jouant (mais perdant) aussi les finales de 1883 et 1885.
En plus de sa carrière sportive, il était doué pour les affaires et, après avoir raccroché les crampons, se reconvertit comme directeur d'une fonderie.

### Carrière internationale
John McPherson reçoit 8 sélections en faveur de l'équipe d'Écosse. Il joue son premier match le 5 avril 1879, pour une défaite 4-5, au Oval de Londres, contre l'Angleterre en match amical. Il reçoit sa dernière sélection le 14 mars 1885, pour une victoire 8-2, à l'Hampden Park de Glasgow, contre l'Irlande en British Home Championship. Il n'inscrit aucun but lors de ses 8 sélections.
Il participe avec l'Écosse aux British Home Championship de 1884 et 1885 (c'est-à-dire les deux premiers BHC).

## Palmarès

### Comme joueur
- Vale of Leven :
  - Vainqueur de la Coupe d'Écosse en 1878 et 1879
  - Finaliste de la Coupe d'Écosse en 1883 et 1885